# Hermann Meynen
Hermann Meynen (* 7. Mai 1895 in Mülheim an der Ruhr; † 5. April 1944 im Zuchthaus Amberg) war ein deutscher Journalist und NS-Opfer.

## Leben und Tätigkeit

### Jugend und Ausbildung
Meynen war das dritte Kind des Dorfschullehrers Gustav Adolf Meynen und seiner Ehefrau Anna Catharina Gertrud Meynen, geb. Sellerbeck. Aus gesundheitlichen Gründen wechselte der Vater später den Beruf und wurde Textilkaufmann.
Nach dem Schulbesuch arbeitete Meynen als kaufmännischer Angestellter im Textilhandel. Von 1914 bis 1918 nahm er als Kriegsfreiwilliger am Ersten Weltkrieg teil. Nach Ende des Krieges – der für ihn zu einem politischen Initiationserlebnis geworden war – begann Meynen sich in Kreisen der konservativ-militaristischen Rechten seiner Heimat zu betätigen. 1920 wurde er Mitglied der als Präventivmaßnahme zur Abwehr von möglichen kommunistischen Aufstandsversuchen begründeten Bürgerwehr in Mülheim an der Ruhr. Und in den Jahren 1923 bis 1924 beteiligte er sich an Aktionen gegen die Separatistenbewegung in Duisburg. Ebenfalls 1923 schloss Meynen sich dem Jungdeutschen Orden an, in dem er stellvertretender Großmeister der Bruderschaft Mülheim und Schatzmeister der Ballei (Distrikt) Niederrhein wurde.
Von 1918 bis 1919 durchlief Meynen eine Ausbildung bei der Industrie- und Handelskammer in Essen, anschließend besuchte er sechs Monate lang die staatliche Webschule in Bramsche bei Osnabrück.

### Leben bis zu seiner Emigration (1920 bis 1936)
Von 1925 bis 1934 war Meynen als Geschäftsführer des elterlichen Textilhandels in Mülheim tätig. Im Rahmen dieser Stellung war er auch Mitglied der Industrie- und Handelskammer in Essen. 1934 wurde Meynen Werbeleiter des Verlages Der Deutsche Volkswirt in Berlin.
Zum 1. Mai 1933 trat Meynen in die NSDAP ein (Mitgliedsnummer 2.788.508), wandte sich aber um 1935 von dieser ab und fand Anschluss an gegen das NS-System gerichtete oppositionelle Kreise. Er wurde Mitglied der Bekennenden Kirche. Vor allem aber nutzte er die Insiderinformationen, die ihm durch seine Tätigkeit in der Presse – beim Deutschen Volkswirt – zur Verfügung standen, um kompromittierende Informationen über führende NS-Funktionäre und ihre Lebensführung sowie interne Presseanweisungen des Reichspropagandaministeriums zu sammeln, die er zusammen mit Gesinnungsgenossen für das Verfassen von Persiflagen über die politischen Verhältnisse verwertete. Diese wurden Anfang 1936 als Frontberichte vom Kriegsschauplatz des Dritten Reiches in illegalen Privatdrucken verbreitet. Nach seiner Verhaftung 1941 bildeten die Frontberichte zusammen mit einem staatsfeindlichen Aufsatz „Die Regierung lässt bitten“ einen Anklagepunkt in seinem Prozess vor dem Volksgerichtshof.

### Emigration in Österreich und Osteuropa (1936 bis 1938)
Ende 1936 wurden zwei Freunde und Gesinnungsgenossen Meynens wegen der gemeinsamen regimefeindlichen Betätigung von der Gestapo verhaftet. Meynen gelang es, sich der Festnahme zu entziehen, indem er kurz vor dem geplanten Zugriff der Geheimpolizei über die österreichische Grenze floh. Er ging zunächst nach Tirol, dann im Januar 1937 nach Wien. Dort schlug er sich zunächst als Kellner durch. Außerdem bekannte er sich brieflich gegenüber den deutschen Behörden zu den Frontberichten und nahm die Verantwortung für diese auf sich, um seine gefangenen Freunde zu entlasten.
Politisch wirkte Meynen ab 1937 aktiv am Versuch mit, eine katholische Exilorganisation aufzubauen. In diesem Zusammenhang arbeitete er eng mit Peter Bultmann, Klaus Dohrn und Rudolf Möller-Dostali zusammen. Mit diesen nahm er am 30. März 1937 an der konstituierenden Sitzung des Christlichen Reichsbunds für deutsche Freiheit in Wien teil. Als Exponent des Jungdeutschen Ordens wirkte er außerdem an den Konferenzen der Deutschen Front gegen das Hitlerregime bzw. des Vorbereitenden Komitees für die Gründung des Deutschen Volksrates mit.
Um 1937 kam Meynen auch in eine enge Zusammenarbeit mit der von Otto Strasser und Max Gruschwitz geleiteten Schwarzen Front. U.a. schrieb er für die von Strasser herausgegebene Zeitschrift Die Deutsche Revolution, ein gegen das Hitler-System gerichtetes Kampfblatt.
Nach dem Anschluss Österreichs an den NS-Staat im Frühling 1938 floh Meynen in die Tschechoslowakei. Im April 1938 wurde er Mitarbeiter des Nachrichtenbüros Central European Service in Budapest. Dort kam er mit Franz Jung zusammen. Im Juli 1938 ging er als Korrespondent einer Früchteexportfirma nach Sofia. Des Weiteren verfasste er Beiträge für die Zeitschrift Ostkurier in Budapest und das Wirtschaftsblatt Archiv in Sofia.

### Emigration in Frankreich, Gefangenschaft und Tod
Im August 1938 ging Meynen wegen der Weigerung der bulgarischen Behörden, ihm eine ständige Aufenthaltsbewilligung zu erteilen, nach Paris. Dort wurde er Mitarbeiter von Peter Bultmann, für den er u. a. den Vertrieb der von Willi Münzenberg herausgegebenen Zeitschrift Die Zukunft leitete.
Ab August 1939 arbeitete Meynen unter den Decknamen Lemoine und Stallmann mit dem Deuxième Bureau, dem französischen Auslandsgeheimdienst, zusammen. Nach dem Ausbruch des Zweiten Weltkriegs wurde er zeitweise interniert. Am 14. Mai 1940 kam es zu einer erneuten Internierung im Lager Buffalo bei Paris und anschließend in verschiedenen Internierungslagern.
Von den nationalsozialistischen Polizeiorganen war Meynen nach seiner Flucht ins Ausland als Staatsfeind und wichtige Zielperson eingestuft worden. Im Frühjahr 1940 setzte das Reichssicherheitshauptamt in Berlin ihn auf die Sonderfahndungsliste G.B., ein Verzeichnis von Personen, die im Falle einer erfolgreichen deutschen Invasion Großbritanniens durch die Sonderkommandos der SS-Einsatzgruppen mit besonderer Priorität ausfindig gemacht und verhaftet werden sollten.
Am 26. November 1942 wurde Meynen in Le Chambon-sur-Lignon von der Geheimen Staatspolizei verhaftet und in das Lager Maison les Roches verbracht. Obwohl ein ärztliches Gutachten ihn wegen einer Nierenentzündung mit Ödemen im Gesicht als nicht-haftfähig einstufte, wurde am 22. März 1944 Anklage gegen ihn vor dem Volksgerichtshof erhoben. Er starb noch während seines Prozesses 1944 im Spital des Zuchthauses Amberg an einer Herzlähmung.
Heute erinnert ein Stolperstein vor dem Haus Friedrichstraße 9 in Mülheim an Meynens Schicksal.

## Familie
Meynen war seit dem 7. März 1921 mit Anni Lugscheider (* 10. Januar 1900) verheiratet, mit der er drei Kinder hatte.